# Prepseudatrichia stenogaster
Prepseudatrichia stenogaster är en tvåvingeart som först beskrevs av Seguy 1931.  Prepseudatrichia stenogaster ingår i släktet Prepseudatrichia och familjen fönsterflugor.
Artens utbredningsområde är Moçambique. Inga underarter finns listade i Catalogue of Life.